# SKYWORLD 蒼穹境界
《SKYWORLD 蒼穹境界》是瀬尾つかさ所著的日本輕小說作品，武藤此史負責插畫。富士見Fantasia文庫出版。2014年2月漫畫版由久遠まこと負責並在《月刊Dragon Age》連載，同年11月漫畫版完結。中文版小說與漫畫皆為台灣東立出版社代理出版。
本書在日本銷售成績十分亮眼，出版第一集首週就進入Oricon文庫排行榜前50名。

## 故事簡介
MMORPG「SKYWORLD 蒼穹境界」——這是個從上往下，分成八個軌道，結合了魔法與科學，並藉由飛空艇在無數浮空島之間旅行的奇幻線上遊戲世界。
這個遊戲在開始營運的第一個星期就發生數萬名玩家同時被困在遊戲世界之中的意外，這些玩家至今仍無法找到回歸現實世界的出口……

身為其中之一的玩家，淳——三木盛淳一郎，他不加入任何隊伍，以其特有的遊戲天分獨自進行攻略。某天，他遇見一位迷路的新手，歌澄，與一位白魔術師枝理。這一對搭檔向淳尋求協助，三人一同挑戰難解的遊戲任務：蒼穹境界唯一座懸浮在蒼穹之中的浮空島——第一軌道，『艾昂』。
……一篇線上奇幻冒險故事就此揭開序幕。

## 登場人物
※姓名為遊戲中的名字；如果有遊戲和現實姓名的話，格式為：遊戲中的名字／現實中的名字。

※職業如果有主、副兩個，格式為：主職業／副職業。若有「→」則代表有變更過。

### 覇者之旗
覇者之旗是以淳和咲耶為首，於第四軌道成立的公會。因突破第四和第三軌道聞名整個蒼穹境界，同時也是目前蒼穹境界最強的公會。與艾蜜莉的公會合併後，人數達到兩百五十餘人。

#### 淳的隊伍
淳／三木盛淳一郎
職業：魔劍士／刺客
本作的男主角，是個喜愛線上遊戲的高二學生。因為好友留下的一句話「去看看蒼穹的盡頭吧」，為了找尋最好的朋友（指咲耶），進入了蒼穹境界。
第一卷時即揭露淳是為了找尋咲耶，自願到這個世界，在『轉生之日』當天下午進入蒼穹境界，而非因為『轉生之日』被迫進入。
非常享受在蒼穹境界裡的生活，而且瘋狂承接、解決任務。據他本人表示，任務是玩家和系統溝通的橋樑。在初期時，如果該島嶼或城鎮的任務沒有全部解決的話，甚至不肯離開直到任務完成度達到100%為止。但也因此累積許多有關於蒼穹境界的知識。
相當嚴重的路痴。即便平板電腦上有地圖可以對照，一樣會迷路。因此在團隊行動時通常都交給別人帶路。
不擅長和女生相處。但個性實在，加上危機時努力的態度，讓同伴們都相當信任他。
不僅是戰鬥技能，其他技能（如：採集、語言等）也修練有相當程度。
持有變形武器，有雙手巨劍、單手長劍、長槍等型態。
魔劍士專精攻擊，搭配刺客可以發揮隱密行動的特性。
三次在「紅字」中出現，分別是作為“第一位到達第三軌道”、“第一位到達第二軌道”和“第一位到達第一軌道”（使用『歸鄉』為名的公會）。因此即便在下層軌道，淳也是大家聊天的話題之一。
覇者之旗副公會長之一。但為了拯救咲耶而將成員逼得太緊，在艾蜜莉成為副會長之一後被「暫時性政變」而降級為一般會員直到羅克農連續任務完成（第十卷第三章取回）。
第10卷第四章為避免公會一直處於無公會長的狀態，被推上覇者之旗公會長的位置。
最後選擇留下。
歌澄／有香崎歌澄
職業：輕裝戰士／鳳凰衛士
高中二年級，是全員住宿的女子學校。家教嚴格，說話常使用敬語。以自己的黑長直為傲，巨乳，是個天然呆，心裡想的事情都寫在臉上。好友口中的大和撫子，但對於「胸部太大穿和服不好看」很介意。
原先和咲耶一起行動，但在某次搭乘飛空艇經過第八軌道亞塔利雅島時遭遇怪物襲擊，咲耶將歌澄踢下飛空艇，因此歌澄的復活點被綁定在亞塔利雅島。在「離開這座浮空島」的前提下加入島上的紅布騎士團（實際上公會並未幫助歌澄）。
為了公會成員外出蒐集上級蜂蜜，在這時遇見淳。看見淳的戰鬥技巧純熟，自告奮勇要拜淳為師。後來在枝理的幫助下，一起脫離了紅布騎士團並和淳組隊。
在第七軌道時（第二卷），為了解決路卡的委託，隊伍前往金字塔調查。分開行動時，歌澄和路卡不小心誤觸陷阱，中了蓬萊皇帝的即死攻擊「死亡呼喚」後強制承接了「蓬萊皇帝的復活」的任務。在淳的隊伍解決該任務後，副職業系統開啟，淳、歌澄、枝理、尤佳莉雅和路卡五人獲得特殊副職業——鳳凰衛士。他們推測全蒼穹境界可能只有這五個人有該副職業。
烹飪技能頂尖，其料理不論到哪裡都受到冒險者的歡迎。
喜歡淳。
輕裝戰士擅長迴避，副職業鳳凰衛士每天可以不扣平板電腦電池電量復活一次、自動回復、傷害護盾，和輕裝戰士相輔相成，相當突出的防守角色。
枝理／乾枝理
職業：白魔術師／白魔術師→鳳凰衛士
初中三年級，綁著雙馬尾的女孩。表面上是個現充（或者說，至少她善於製造出這樣的形象）；實際上能表達出內心真正想法的地方只有網路，在網路上她才敢表達出真正的自己。
之所以會開始玩蒼穹境界，是因爲其他MMORPG中交到的網友推薦，拷貝了遊戲程式給她。儘管這款只靠玩家口耳相傳散佈遊戲客戶端的遊戲非常可疑，但在她上網搜尋之下，似乎又沒有夾帶病毒或木馬，因此她嘗試性地開始了這款遊戲。枝理開始玩蒼穹境界的隔天就是『轉生之日』。
之後被紅布騎士團收留。但枝理發現公會會長和現實中其他朋友一樣，而且不肯努力，公會其他成員也對其言聽計從。在歌澄遇見淳後，決心幫助歌澄。成功之後也脫離紅布騎士團加入淳的隊伍一起冒險。
很在意自己的身材，是個貧乳。但她本人堅稱還處在發育期所以還不能定論。
對淳抱有好感。據本人表示是朋友、夥伴間的喜歡，而非異性的喜歡。
白魔法師主要工作為恢復和輔助隊友。
尤佳莉雅／紫藤·艾莉希雅·紫
職業：槍手／德魯伊
父親為日本人，母親為美國人，為美日混血，有一頭金髮。高中二年級的年紀。
由於混血的關係，和其他孩子難以成為朋友，還會遭到排擠、霸凌。小學五年級時，甚至將她的金髮剪短至肩膀長度。大一歲的哥哥時雨非常愛護妹妹而出手傷人（從此開始有越來越暴力的傾向），並承諾以後都會保護他，要求尤佳莉雅聽從他的話。可是後來哥哥考試不佳，在學校也被有黑道背景的人盯上，心理日漸扭曲；妹妹尤佳莉雅則考上一間優秀的私立學校。哥哥為此常對尤佳莉雅暴力相向，導致尤佳莉雅對他哥哥更加言聽計從。此事引發後來的誘拐事件。
原先為另一的隊伍的成員（共5人，2男3女），後因隊伍成員兩兩相戀並步入婚姻，剩下的尤佳莉雅選擇祝福並退出隊伍。在第七軌道喝悶酒的時候和淳相遇，並成為淳隊伍中第四位加入的成員。
在戰鬥時會一邊施放招式一邊搭配猥褻的發言。平時也灌輸身邊其他人一些猥褻的言詞。
在第六、七軌道時，因為常常幫助蒼穹境界中的外國人（因為他們日語不足以和一般玩家溝通）使其在英語圈玩家中小有名氣。
對淳抱有好感。
槍手是戰況調節型角色，可視狀況搭配不同功用的子彈輔助隊友；專職輔助魔法的德魯伊則能輔助隊友。
光／二之宮光
職業：召喚術師／馴獸師→預言者
第三卷登場。登場時因為本人刻意偽裝，原本大家以為是男中學生，但實際上是高中二年級的女生（淳先發現），同時也是是咲耶的表妹。第一人稱是「僕」，而且現實中以「二宮輝」作為藝名擔任過多部動畫的配音員，小有名氣。
和淳的隊伍在第五軌道史葳特涅維爾島相遇，原本為暫時一起行動，之後正式加入隊伍一起行動，為第五位加入淳隊伍的成員。
第四卷揭露光和淳一樣，都是自願來到蒼穹境界而非因『轉生之日』的關係。
喜歡淳。

#### 咲耶的隊伍
咲耶
職業：魔劍士／盜賊戰士
淳的好友，對彼此來說是靈魂的另一半，默契十足到可以說是心靈相通（從不約而同都選擇魔劍士作為職業就可知道）。兩人是在其他MMORPG上認識，之後也一起玩過不少遊戲。留下訊息「去看看蒼穹的盡頭吧」給淳，讓淳也進入蒼穹境界。
之前在其他遊戲中暱稱為「阿海」，因此淳一直認為咲耶是個男生。直到在蒼穹境界中見面後才解開此誤會。
現實中和光是表姊妹，第一人稱是「僕」。
天才兒童，是相當厲害的程式設計師，6歲時寫的程式就超越其父親。蒼穹境界的AI就是建構在咲耶所寫的雛形AI程式發展而成。
小說第八卷，『轉生之日』後229天，咲耶與神祕之座及卡林戰鬥中因為卡林的技能，在復活後陷入昏迷。此事刺激淳加快攻略速度，也讓淳從覇者之旗副會長升為公會長。
覇者之旗公會長。
讓葉
職業：召喚術師／白魔術師
副隊長，在現實中擔任班長一職。在隊伍或公會中擔任處理各項文書作業的要職。
於小說第九卷末成為覇者之旗副公會長之一。在『歸鄉』成立後暫時接掌霸者之旗公會長一職。
最後選擇回去原本的世界（地球）。
巧克力螺旋捲
職業：刺客／盜賊戰士
咲耶隊伍成員之一，在現實中是咲耶的同學。
身高和小學生差不多，但反射和運動能力優秀。
洛伊德
職業：骷髏劍士／不明
男生服務隊副隊長。

#### 其他
勳
職業：黑魔術師／預言者
相當厲害的黑魔術師，同時也是蒼穹境界裡數一數二的煉金術士。
和淳與咲耶在其他線上遊戲時就已經認識。
貝琪
職業：召喚術師／仿術士
和勳是同一個大學的同學。
隨時都在喝酒，雖然多數時間都是醉醺醺的，但戰鬥時能力無可挑剔。
廢鐵堂
職業：吟遊詩人／白魔術師
大學二年級，性格沉穩。沒有固定在某個群體或隊伍中。
參加第五軌道史葳特涅維爾島的要塞防禦任務的冒險者之一。
山田
職業：騎士／輕裝戰士
冒險隊的隊長，停留在史葳特涅維爾島上。講話悠閒，臉上有痤瘡是他的特徵。對於蒼穹境界抱持著要好好享受的態度。
角色名常常換成各種奇怪的名字，例如：勇者啊。認識他的人都不管他的名字到底換成什麼，接稱呼其「山田」。
貓耳
職業：黑魔術師／白魔術師
山田一郎隊伍成員之一，高中女生。頭上配戴有一個會隨著情感變化而動作的貓耳裝飾。
艾蜜莉
職業：騎士／重裝戰士
有著金髮、水藍色的眼睛，胸部很大。原本居住在美國加州，後因父親工作（貿易公司）的關係全家移居日本。就讀國際學校，會講一些日語，但看不懂漢字。
第9卷初次登場，是淳第一個組隊的玩家（設定在淳剛來到蒼穹境界一個禮拜左右，尚未遇見歌澄和枝理）。被「朋友」拋棄在新手島嶼。和淳在新手島嶼上的克塔里相遇，之後一起組隊承接新手任務。不過實際上是因為城鎮中間的山洞被雙頭蛇堵住了，導致艾蜜莉的朋友無法回來。和淳一起聯手將雙頭蛇殺死之後，朋友們隔天中午就回來接艾蜜莉，淳和艾蜜莉就此分別。
因小時候常常和爺爺一起上山，因此擅長野外求生等技能。
第9卷末（距離和淳分別已達九個月）來到夏凱，此時日語已經到達可溝通的程度，同時還是一個百人公會的會長。經過調整之後併入覇者之旗，使覇者之旗成員數達到兩百五十餘人，並成為覇者之旗副公會長之一。
在初次見面並組隊相當時間後就喜歡淳，但淳刻意迴避。再次見面後依然如此，且逼迫淳正視艾蜜莉對淳的這份感情。
在『迴廊』開啟前一天下定決心留在蒼穹境界。
多久見乃公
職業：未知
現實中是名教授，同時也是貝琪的研究所指導教授。據貝琪表示，這位教授在自然社會現象的數學模型建構領域小有名氣。
適應能力強。在『轉生之日』後見到蒼穹境界這個新世界後覺得非常新鮮，隨即以「研究」名義開始提升等級及展開調查。
在第十卷第四章因淳成為覇者之旗公會長，接替其位置成為覇者之旗副公會長。

### 伯陽城
伯陽城是第七軌道上一個中國風的島嶼——寮泰島上的城鎮。居民為身型較為矮小的寮泰族。港灣都市，也是有大量飛空艇進出停泊的航空城，外觀則是由無數的高塔層層向外推展。人口數大約十萬；在此活動的冒險者約三千人，為蒼穹境界內最大的冒險者據點。氣氛相較於其他第七軌道的其他城鎮活潑不少。
路卡／玉城桃子
職業：黑魔術師／博學士→妖術師→鳳凰衛士
在第七軌道伯陽城寮泰島開道具屋（店名即為「道具屋」）的12歲女孩。會來到蒼穹境界是因為他的弟弟自己偷偷用姊姊（路卡）的平板電腦下載的。
相較於他的老師，路卡相當有商業頭腦，因此後來道具屋就由路卡接手管理。
因為做生意的關係，人脈相當廣闊。不僅與當地貴族關係友好，和伯陽政府及議會也關係緊密，甚至與各國的政府高層都有往來。
名字來自於勇者鬥惡龍中V的英雄的名字。
現實中髮色為栗色。
選擇回到原本的世界。小說第十一卷末透露出與其他選擇回到原本世界的冒險者保有聯繫。
源太
職業：未知
路卡的老師。道具屋的原主人，但因為相當沒有商業頭腦（常常被人要求折扣或贈品，甚至到達了虧損）所以道具屋後來交由路卡經營，自己則開辦類似學堂的設施教導一些來到蒼穹境界的小孩子，讓他們不致於因此中斷學習。

### 紅布騎士團
紅布騎士團是位在第八軌道的亞塔利雅島上的公會。
代子
職業：黑魔術師
在第八軌道亞塔利雅島活動的公會「紅布騎士團」的會長。戴眼鏡的大學三年級女生。
雖然表面上公會內和平歡樂，實際上卻都是安逸於現在的舒適而不願意改變的人。也是枝理不滿而決定和歌澄一起離開的原因。
在淳、歌澄、枝理離開後成員內鬨，最後僅剩下三位成員留在其身邊。

### 幽幻旅團
幽幻旅團，第二卷登場的公會，人數多且實力龐大，擁有飛空艇。為覇者之旗成立前三大公會之一。
大黑
職業：盜賊戰士
幽幻旅團的指揮官，公會初始成員之一。
現實中是一家公司的職員，年輕時曾擔任過經理助理，因此深諳組織制度和培訓新人的重要。
整個公會霸佔了寮泰島一項特殊道具「鳳凰之血」，因此和淳一度關係緊張。但後來因下屬札卡的干擾導致系統錯誤，不僅乾脆的道歉認錯，還支持淳的領軍。
賽茲
職業：不明
就讀大學、戴眼鏡的青年。擔任大黑的副官，同為幽幻旅團初期會員之一。
札卡
職業：盜賊戰士／魔劍士
大黑的下屬之一。
在任務「蓬萊皇帝的復活」進行到一半時干擾，導致系統錯誤，自己的身體被鳳凰接管。最後在艾莉絲的幫助下成功取回自己的身體。
阪茂
職業：重裝戰士
幽幻旅團成立之初就加入公會的強者。雖然容易得意忘形，但卻是相當優秀的重裝戰士，一度還是公會團戰時的第一道防線，也因此獲得了相當優異的裝備。

### 銀翼騎士團
銀翼騎士團由一群愛好遊戲的人組成，非常享受在遊戲中攻略的樂趣。為覇者之旗成立前三大公會之一。
昆騰
職業：骷髏劍士
銀翼騎士團的公會長，實力堅強，相當喜愛在遊戲中攻略的感覺。雖然如此，他並不希望蒼穹境界結束。
在現實中是大學八年級生。
和淳曾經交手過，最後敗北。
眠惠／夢子
職業：刺客／偵查兵
光在現實生活中的同班同學。
束多香美
職業：未知
原先為黃金果實俱樂部的成員，後期才加入銀翼騎士團。
原先在黃金果實俱樂部時，逐漸感受到當冒險者的樂趣，但透露給公會成員只換來冷眼相對。後來和昆騰與眠惠相遇，很羨慕他們公會享受遊戲的氛圍，經過邀請後脫離黃金果實俱樂部並加入銀翼騎士團。

### 黃金果實俱樂部
黃金果實俱樂部是由一群想盡快破關並回到現實世界的人組成。為覇者之旗成立前三大公會之一，但因被神秘之座滲透引發一連串事件，導致元氣大傷。
鷹之爪
職業：未知
黃金果實俱樂部的公會長。相當希望能盡快攻略這個遊戲並回到原本的世界，為此甚至可以不顧自尊只以實際利益來決定事情。這樣的態度也讓淳之前在和黃金果實俱樂部發生衝突時吃了不少苦頭。

### 神秘之座
神秘之座是由卡林——與艾莉絲成對的謎樣少年，領導的公會。多次阻撓淳他們的行動，被蒼穹境界內多個國家視為犯罪組織。
葛平／紫藤時雨
職業：不明／俠盜
煽動灰色猛者綁架姬珊卓公主，還誘拐（命令）尤佳莉雅協助他。
尤佳莉雅的哥哥。但時雨從小就虐待尤佳莉雅，將其視為財產而非妹妹。
被精靈族逮捕後判刑監禁千年（終身刑）。目前被監禁在史葳特涅維爾王國的監牢，並定期殺死他使其平板電腦的電量維持在無法死亡第三次的狀態，藉此降低他的反抗意識。
灰色猛者
職業：不明／俠盜
武器為細長劍。第一人稱是「おいら」。
在入侵皇宮試圖竊取鈴蘭時被淳發現而失敗。
小說第十一卷揭露其為『轉生之日』當天下午，受到卡林的邀請，自願來到蒼穹境界。
現實中是名大學生，與雙親不和。

### NPC（SKYWORLD住民）
路斐
伯陽城的一級衛士，是出生於伯陽商家的次男。依照這個地域習俗，商人子弟的長男必須繼承家業，次男則必須成爲衛士。
衛士指的是伯陽城衛士隊中的成員，負責守護伯陽城的安全。其中一級衛士擁有操使堪稱無敵的騎士魔偶資格。
姬珊卓
精靈公主。住在第五軌道上的史葳特涅維爾島。
精靈族的王位繼承人，擁有創造任務等等的技能。原本這些技能應該為當權者所有，但因為其父親處在昏迷狀態，姬珊卓公主代為行使。
相當信任冒險者，並會給予幫助（例如：創造任務）。
卡希法西爾
精靈族的國務大臣，有著一頭白髮。常被冒險者稱為「老爺」。
與公主不同，對冒險者們抱持著懷疑、不信任的態度。
泰隆·泰蘭坎特
蜥蜴王國「科涅提」的攝政大臣。

### 謎之人物
艾莉絲
邀請淳來到蒼穹境界的神秘女孩。一身歌德蘿莉裝扮，手上的雨傘掛著一隻兔子玩偶。
既不是NPC也不是玩家，但能夠干涉蒼穹境界，是最能夠接近遊戲營運階層的人。在遊戲中被稱為「神使」。
「艾莉絲」也是咲耶所開的AI的名字。
卡林
和艾莉絲一樣，是系統外的存在，可以說是和艾莉絲相對。
在第八卷因咲耶的技能重傷後逃離不見蹤影；咲耶也因為卡林的技能在復活後陷入昏迷。
鈴蘭
原本存放在史葳特涅維爾島精靈族皇宮寶庫內，但沒人知道用途是什麼。後來交給淳的隊伍。
女孩子，外觀年齡約小學，和艾莉絲長的一模一樣。
多數時間都在睡覺，清醒的時間通常只有短短幾個小時。可以透過鈴蘭的夢境和艾莉絲聯繫。
在淳的隊伍時，尤佳莉雅教導了不少猥褻詞彙。鈴蘭並不懂那些詞彙的意思，仍然照樣使用。
木花
住在第一軌道島上的神殿中，負責迎接到達艾昂的冒險者，並視願望內容決定是否實現冒險者的願望。
外表和艾莉絲極為相似。
在淳等人打倒卡林後開啟『迴廊』讓冒險者選擇是否回到原本的世界（地球），據其透露最後有13212位冒險者選擇留在蒼穹境界。

## 作品用語
蒼穹境界
只靠玩家口耳相傳散布遊戲客戶端的免費MMORPG。以平板電腦W-LD為運作平台開發。在開始營運之前不僅沒有宣傳，甚至連公開測試都沒有就直接開始營運。但因為完成度相當高，加上遊戲深度和操作流暢度極佳，短時間之內就取得許多玩家的好感。
一款遊戲或程式要在W-LD上安裝，必須先通過平板內的安全機制——即必須得到專門機構核可——才能進行安裝。換句話說，這款軟體的安全性跟健全性都是有專門機構背書的。也因為這個緣故，這款遊戲得以不問性格與年齡地迅速聚集了廣大的玩家群。
遊戲中的世界是一個擁有無數浮空島漂浮在天空之中的奇幻世界。而玩家在遊戲中將扮演搭乘飛空艇在島際間旅行的冒險者。
開始營運後一個禮拜就發生了『轉生之日』。
轉生之日
指大量「蒼穹境界」的玩家同時轉移到遊戲世界的那天。
對玩家來說，遊戲變成了現實；對蒼穹境界裡的居民來說，則是冒險者突然大量出現，從此再也沒有新的冒險者誕生；而在原本的現實世界，這些玩家則是全部「失蹤」了。
『轉生之日』這個名詞是冒險神的祭司給予的稱呼。
特別的是，轉生過來的女性玩家（冒險者）可以懷孕生子，而生下來的小孩也同樣具有冒險者的身分和資質。
W-LD
一款學習用平板電腦，配置了一面七吋的薄型液晶螢幕。只有在日本國內才有販售。
轉生至蒼穹境界後，平板電腦依然扮演著重要的角色，只要動手勢就可以招喚出的電腦，裡面記載著角色人物資訊和遊戲相關資訊（例如：地圖）。
電池電量
轉生之後平板電腦不需充電也能使用，每天電池會恢復約1%的電量。玩家死亡的話電池電量會扣除40%並復活，如果電量歸零就再也不會復活（但沒人知道之後會如何）。
一旦死亡的話不僅會扣除40%的電量，身上的非綁定裝備也會掉落在死亡處，復活時會全裸（轉生之日前則僅穿有貼身衣物）。
艾昂
第一軌道唯一一座浮空島，據說第一位抵達這傳說中的島嶼的冒險者將得以實現他的願望；實際上得視願望內容而定（例如：可以有專屬的原創魔法；但無論什麼怪物都能一擊殺死的技能則不可）。
小說第十一卷中得知整座島嶼皆被設定為非戰鬥區域。
技能點數
所有技能（包含戰鬥、煉金、採集、語言等等）初始上限值為100點（副職業除外），透過修練來提升技能點數。上限值可以透過突破技能點數極限值的任務來提升。
一般而言，在70點之前修練速度很快；70點之後就比較難提升（提升速度相對較慢）。
據說蒼穹境界是冒險者能力值封頂後才能領略到其精隨的設計。
信譽值
冒險者和NPC友好程度的數值。在每座浮空島之間個別獨立。
冒險者在完成任務後，會強化和城鎮之間的關係，信譽值也會相對的提升。
信譽值提升除了在城鎮中行動相對較方便（居民態度較為友善、情報比較好打聽等等）外，有些任務有信譽值的限制（需要達到多少的信譽值才能承接該任務）。
從小說第十一卷中得知可至第一軌道島要求重置，但會全部城鎮的信譽值都重置，且外表、名字都會變更。
敵人分析
冒險者皆有的技能，用於判斷敵人相較於現在的自己強弱程度。
敵人如果和冒險者差不多強弱，名字呈現白色。
由弱至強顏色依序為：綠、藍、白、紅、黃、紫。
飛空艇
浮空島之間唯一的交通工具。通常固定一段時間會出現在港口，想要移動的冒險者趁機會搭乘，錯過就得等下一班飛空艇。
有些地方飛空艇數週才出現一次，能力或財力足夠的團隊會擁有自己的飛空艇，方便隨時在浮空島之間移動。
副職業（Second Class）
在完成任務「蓬萊皇帝的復活」後，全部玩家都開啟的功能。在小說第二卷，『轉生之日』後一百五十一天，淳的隊伍解決該任務而開啟了該系統。
副職業系統具有以下特點：
- 主職業和副職業個別獨立。
- 副職業隨時都能變更（須透過承接任務變更，但該任務不只一座浮空島可以承接）；主職業從小說第十一卷中得知可至第一軌道島要求變更。
- 如果副職業和主職業相同的話，同樣能力會有加成效果（兩成）。不僅技能數值的上限提升，HP和MP的最大值也會上升。
- 除了一轉的十五種職業以外，還有許多其他新的職業可選擇（例如：馴獸師、武僧、傳道師、妖術師等等）。有些是完成特定任務後才會出現（例如：鳳凰衛士）。
- 副職業能力只能達到約主職業的八成左右，技能點數上限值也非一般的100而是80。

大風暴
在第四軌道跟第五軌道之間存在著一道強大的亂流——大風暴。據說這是太古的龍族文明毀滅之際產生的紊亂龍脈。整個蒼穹境界以大風暴為界，區分成上層軌道和下層軌道。如果想通過大風暴前往上層軌道，需要完成菲爾法招募任務取得道具作為通行證。
菲爾法招募任務
前往第四軌道前必須完成的前置任務，為連續性任務。設有時間限制，限期一個月內完成，一旦失敗就要重新來過。
這個連續任務的目的為橫跨十七座島嶼，在蒼穹境界各地搜集龍脈的碎片。蓄積在任務石中的力量會在玩家隊伍達成第十七座島嶼——菲爾法島上的任務時變換成「龍磁針」這個道具。這是從菲爾法島搭乘通往第四軌道的定期航班必備的通行證，同時也是個人用的飛空艇要穿越大風暴時不可或缺的道具。
因為任務繁多，加上限期一個月的期限，如果玩家不具備相當實力、團隊合作和充裕的資金及物資要突破此任務相當困難。而且橫跨的島嶼多，如果搭乘島嶼間的定期飛空艇時間會相當緊湊，因此攻略此任務的玩家多數會和其他玩家組隊合作，並使用私人飛空艇來進行該任務。不過也因為這項特性，能到達第四軌道的多數都是實力到達相當程度的玩家或團隊。
法爾之門
前往第一軌道前必須突破的迷宮，共有十二層。區域限制一次最多僅能96人進入。入口位於第二軌道中央湖泊遺跡之島，入口處有石碑以龍族語寫著「永劫之門」。
在『轉生之日』過後第355天，覇者之旗、銀翼騎士團、幽幻旅團、黃金果實俱樂部俱樂部四大公會組成聯軍攻略這個迷宮，總人數約四百人（覇者之旗兩百五十餘人全數出動，其他公會則各出約五十人）。
第十卷第四章最後，『轉生之日』後第387天——攻略開始後33天，聯軍已成功攻略前11層；（第十一卷）『轉生之日』後第407天，聯軍以「歸鄉」為名的公會開啟通往第一軌道島的路。

## 出版書籍

### 小説
| 巻数 | 富士見Fantasia文庫 | 富士見Fantasia文庫     | 東立出版社     | 東立出版社             | 封面     |
| 巻数 | 發行日             | ISBN                   | 發行日         | ISBN                   | 封面     |
| ---- | ------------------ | ---------------------- | -------------- | ---------------------- | -------- |
| 1    | 2012年4月20日      | ISBN 978-4-8291-3754-3 | 2013年11月21日 | ISBN 471-0-9455-4260-7 | 歌澄     |
| 1    | 2012年4月20日      | ISBN 978-4-8291-3754-3 | 2014年1月6日   | ISBN 978-9-8633-7635-4 | 歌澄     |
| 2    | 2012年8月17日      | ISBN 978-4-8291-3794-9 | 2014年3月24日  | ISBN 978-9-8634-8484-4 | 歌澄     |
| 3    | 2012年12月20日     | ISBN 978-4-8291-3834-2 | 2014年6月23日  | ISBN 978-9-8636-5018-8 | 歌澄     |
| 4    | 2013年4月20日      | ISBN 978-4-8291-3880-9 | 2014年8月18日  | ISBN 978-9-8636-5405-6 | 枝理     |
| 5    | 2013年8月20日      | ISBN 978-4-8291-3924-0 | 2014年12月8日  | ISBN 978-9-8638-2305-6 | 咲耶     |
| 6    | 2013年12月20日     | ISBN 978-4-04-712973-3 | 2015年4月2日   | ISBN 978-9-8643-1147-7 | 尤佳莉雅 |
| 7    | 2014年4月19日      | ISBN 978-4-04-070094-6 | 2015年7月6日   | ISBN 978-9-8643-1722-6 | 光       |
| 8    | 2014年8月20日      | ISBN 978-4-04-070136-3 | 2016年1月4日   | ISBN 978-9-8646-2838-4 | 艾莉絲   |
| 9    | 2014年12月20日     | ISBN 978-4-04-070424-1 | 2016年6月16日  | ISBN 978-9-8647-0444-6 | 艾蜜莉   |
| 10   | 2015年4月18日      | ISBN 978-4-0407-0423-4 | 2016年10月3日  | ISBN 978-9-8648-2094-8 | 歌澄     |
| 11   | 2015年8月20日      | ISBN 978-4-04-070638-2 | 2017年5月4日   | ISBN 978-9-86-486229-0 |          |

### 漫畫
中文版漫畫書名為《SKY WORLD蒼穹境界》，和小說的名字並不相同。
| 巻数 | 富士見書房    | 富士見書房             | 東立出版社     | 東立出版社             | 封面       |
| 巻数 | 發行日        | ISBN                   | 發行日         | ISBN                   | 封面       |
| ---- | ------------- | ---------------------- | -------------- | ---------------------- | ---------- |
| 1    | 2014年8月9日  | ISBN 978-4-04-070261-2 | 2015年11月19日 | ISBN 978-986-431-577-2 | 淳、歌澄   |
| 2    | 2014年11月8日 | ISBN 978-4-04-070413-5 | 2015年11月19日 | ISBN 978-986-431-578-9 | 歌澄、枝理 |

## 外部連結
- 富士見書房 | スカイ・ワールド（页面存档备份，存于）（日語）